# Światowy Dzień Wolności Prasy
Światowy Dzień Wolności Prasy – został ustanowiony 20 grudnia 1993 roku przez Zgromadzenie Ogólne Organizacji Narodów Zjednoczonych rezolucją 48/432 na dzień 3 maja.
Decyzja Zgromadzenia Ogólnego została podjęta na wniosek Konferencji Generalnej UNESCO, która w dokumencie pod nazwą "Popieranie wolności prasy na świecie" z 1991 roku, uznała wolną, pluralistyczną i niezależną prasę za podstawowy element funkcjonowania każdego demokratycznego społeczeństwa.
Data obchodów upamiętnia Deklarację z Windhoek w sprawie popierania niezależnej i pluralistycznej prasy afrykańskiej, ogłoszoną 3 maja 1991 roku przez Seminarium, na temat Popierania Niezależnej i Pluralistycznej Prasy Afrykańskiej, zorganizowane przez UNESCO i Narody Zjednoczone w Windhuk w Namibii.

## Międzynarodowy Dzień Wolnej Prasy
Z inicjatywy Reporterów bez Granic, w 1991 roku ogłoszono 20 kwietnia Międzynarodowym Dniem Wolnej Prasy, nawiązującym bezpośrednio do dokumentu z Windhoek.